# Zoedia triangularis
Zoedia triangularis là một loài bọ cánh cứng trong họ Cerambycidae.